# Фикция (право)
Вижте пояснителната страница за други значения на Фикция.
Фикцията е юридическа техника, при която по силата на самата правна норма се приема за осъществил се един юридически факт, за който се знае с пълни основания, че не се е осъществил. Фикцията е необоримо, правомерно и съзнателно предположение за факт, извършено противно на доказаните дотогава факти по конкретен случай. В резултат на това правно-техническо средство настъпват правните последици на факта, който всъщност не е настъпил.
Фикцията е част от човешкото въображение и благодарение на нея са създадени множество научни теории и факти. Фикцията е съзнателно отклоняване от реалността и рационалното мислене. Фикцията е и неотменима част от правото, защото тя спомага за разрешаването на казуси, които следват справедлива логика, но не се опират на фактическата действителност. Целта е да се подпомогне правораздаването.
Фикцията е съзнателно отклонение от изискванията на правните норми, при което несъществуващ факт се приема за съществуващ. При фикциите в правото са налице два основни елемента, които трябва да съществуват едновременно (кумулативно). Те са: гносеологическият (познавателният) елемент и телеологическият. Гносеологическият елемент се състои в съзнателното субективно отклонение от реалната действителност. Това означава, че в случая не е налице незнание от предполагащия субект, не е налице и погрешно знание. Напротив, субектът съзнателно се отклонява от реалната действителност, което означава, че той е наясно каква е тя, но приема нещо, което не съответства на тази реално съществуваща действителност. Телеологическият елемент е онова, което оправдава съзнателното отклонение от реалната действителност. А то трябва да е нещо много значимо, за да подтикне законодателя към такова отклонение. Телеологическият елемент се свежда до някаква особено значима цел на правното регулиране, някаква особено значима ценност, която е особено важна за законодателя и затова той е мотивиран да приеме нещо, което всъщност знае, че не е така.